# Mohamed Hilmi
Pour les articles homonymes, voir Hilmi.
Mohamed Hilmi (en arabe : محمد حلمي), de son vrai nom Mohamed Ameziane Brahimi, est un acteur, metteur en scène, auteur et chanteur algérien, né le 15 février 1931 à Azeffoun en Algérie, et mort à Alger le 5 janvier 2022,.

## Biographie
Mohamed Hilmi est le frère aîné de l’acteur Saïd Hilmi.
Mohamed Hilmi assiste à dix ans à son premier spectacle, Diviser pour régner, un sketch dans lequel Hassan El-Hassani jouait le rôle de Naâma. À 13 ans, il quitte son village natal pour aller à Alger où son médecin traitant – il avait une ostéite bacillaire – lui procure un emploi de coursier dans une compagnie d'assurance. Parallèlement, il prenait des cours par correspondance durant trois ans.
En 1947, on le sollicita pour un rôle dans la pièce Ould Ellil. Mahieddine Bachtarzine lui attribuera que des petits rôles, pour cette raison qu'il rejoindra, en 1949, Reda Falaki à la radio, où il écrira,entre autres, une pièce radiophonique pour la chaîne kabyle qu'il interprétera avec Noureddine Meziane et Abder Isker. En 1950, il renoue avec les planches.
Après l'indépendance de l'Algérie, en 1962, il est l'auteur de nombreux sketches en chansons et se lance dans la réalisation de téléfilms, courts et moyens métrages : Chkoune Yassbag, El Ghoumouk, Ec-Chitta, Matfahmine, Listihlak et surtout l'Après-Pétrole (1986). En 1993, il signe son premier métrage, El Ouelf Essaib, et publie, à compte d'auteur, une comédie satirique intitulée Démocra-Cirque ou le cri du silence,.
Dans le domaine musical, Mohamed Hilmi a signé en tant qu'auteur-compositeur, 70 chansons, dont une trentaine humoristiques enregistrées pour la radio et sur disque 45 tours.
Il publiera les ouvrages De la flûte du berger aux planches sacrées, suivi de Carrefour du Destin et Parcours Miraculeux puis son autobiographie Le Présent du passé en 2004 parue chez Casbah éditions.
Pionnier de la radio algérienne, Mohamed Hilmi possède à son actif 800 pièces radiophoniques en kabyle et en arabe, dont de nombreuses adaptations de Molière, Alexandre Dumas, Jules Renard, Plaute, William Shakespeare et des Les Mille et Une Nuits, quatre opérettes, 30 moyens et courts métrages et une dizaine de comédies musicales. Il est également l’auteur de 10 téléfilms de long métrage,.
Mohamed Hilmi décède le 5 janvier 2022 à l'âge de 90 ans à Alger,.

## Filmographie

### Cinéma
- 1993: El Ouelf Essaib

### Filmographie réalisateur
- Chkoune yassbag
- El Ghoumouk
- Ec-Chitta
- Matfahmine
- Listihlak

### Filmographie auteur
- De la flûte du berger aux planches sacrées
- Carrefour du Destin
- Parcours Miraculeux
- Démocra-Cirque ou le cri du silence